# قهرامانلو
قهرامانلو (بالفارسية: قهرامانلو) هي مستوطنة تقع في قسم اجارود المركزي الريفي في إيران. يقدر عدد سكانها بـ 191 نسمة .